# Kenneth Vermeer
Kenneth Harold Vermeer [kenet frmír] (* 10. ledna 1986, Amsterdam, Nizozemsko) je nizozemský fotbalový brankář a reprezentant surinamského původu, který nastupuje za nizozemský klub Feyenoord.

## Klubová kariéra
Vermeer vzešel ze světoznámé líhně talentů Ajaxu Amsterdam. V sezóně 2012/13 získal s klubem ligový titul.
V srpnu 2014 přestoupil do týmu rivala, rotterdamského Feyenoordu.

## Reprezentační kariéra
Byl členem nizozemských mládežnických reprezentací od kategorie U16.
Hrál na domácím Mistrovství světa hráčů do 20 let 2005 v Nizozemsku, kde jeho tým vypadl ve čtvrtfinále proti Nigérii v penaltovém rozstřelu. 

Kenneth byl členem reprezentačního nizozemského týmu na ME hráčů do 21 let 2006 a 2007, kde získal zlaté medaile. 

S reprezentací do 23 let se zúčastnil také Letních olympijských her 2008 v Číně, kde byli Nizozemci vyřazeni ve čtvrtfinále po výsledku 1:2 po prodloužení.
V A-mužstvu Nizozemska debutoval 14. 11. 20012 v Amsterdamu v přátelském zápase proti týmu Německa (remíza 0:0).